# Le Sud (roman)
Pour les articles homonymes, voir Le Sud.
Le Sud est un roman d'Yves Berger publié en 1962 aux éditions Grasset et ayant reçu la même année le prix Femina.

## Éditions
- Le Sud, éditions Grasset, 1962.